# トマス・フィッツウィリアム (第9代フィッツウィリアム子爵)
第9代フィッツウィリアム子爵トマス・フィッツウィリアム（英語: Thomas FitzWilliam, 9th Viscount FitzWilliam、1755年9月3日（洗礼日） – 1833年1月）は、アイルランド貴族。

## 生涯
第6代フィッツウィリアム子爵リチャード・フィッツウィリアムとキャサリン・デッカー（Catherine Decker、1786年3月8日没、初代準男爵マシュー・デッカーの娘）の息子としてリッチモンドで生まれ、1755年9月3日に洗礼を受けた。
1780年7月、アグネス・マクルズフィールド（Agnes Macclesfield、1817年1月15日没、トマス・マクルズフィールドの娘）と結婚したが、2人の間に子供はいなかった。
1830年10月に兄ジョンが生涯未婚のまま死去すると、フィッツウィリアム子爵の爵位を継承したが、自身も1833年1月に後継者のないままバースで死去、爵位は断絶した。